# Rafael Antúnez
Rafael Antúnez (Xalapa, Veracruz, 1960) es un periodista cultural, cuentista, novelista, ensayista, crítico literario y de arte y traductor mexicano.
Su trabajo literario se inició en los suplementos culturales "El Istmo en la Cultura", "Graffiti" y "El Semanario Cultural de Novedades", entre otros. Entre sus compañeros literarios, identificados alrededor de estas publicaciones, son José Homero, Agustín del Moral, Nina Crangle, Ricardo Perry, Raciel D. Martínez, Víctor Hugo Vázquez Rentería, Raúl Alberto Criollo, entre otros.
En 1987 obtuvo el Premio Nacional de Periodismo en la rama de Programas y Publicaciones de Divulgación Cultural como miembro del Consejo de Redacción que editaba "El Istmo en la Cultura", suplemento de Diario del Istmo. Su novela La isla de madera fue finalista en 1994 del Premio de Novela José Rubén Romero.

## Biografía
En sus inicios literarios, se acercó a autores como Sergio Galindo, Juan Vicente Melo, Luis Arturo Ramos y Sergio Pitol. Ha sido becario del Fondo Nacional para la Cultura y las Artes (FONCA) en la categoría de Jóvenes Creadores, en el género de Cuento, y del IVEC como Creador con Trayectoria.
Fue miembro del Consejo de Redacción del suplemento cultural El Istmo en la Cultura de Coatzacoalcos, Veracruz. Editor de "Graffiti", suplemento cultural del extinto El Sol Veracruzano y colaborador de "Farenheit", página bibliográfica de El Sol Veracruzano.
En 1992 trabajó como redactor de la Crónica de Gobierno, durante el sexenio de Dante Delgado. Un año después, en 1993, se desempeñó como Investigador en la Secretaría Técnica del Gobernador, del Gobierno del Estado de Veracruz, durante el sexenio de Patricio Chirinos Calero, para conformar la Enciclopedia de los municipios veracruzanos. En el sexenio de Miguel Alemán Velasco laboró en la Editora de Gobierno del Estado de Veracruz, editando la revista Vida veracruzana.
Fue Director de Durandarte Editores, de las revistas El Colombre y Fórum. De 2004 a 2006 fungió como Director de la Escuela de Escritores de Veracruz. Años después, fundó el Instituto Literario de Veracruz junto con Rebeca Piña.
Producto de su experiencia literaria, ha dirigido varios talleres de cuento y escritura creativa en varias instituciones y asociaciones privadas, entre las que destacan la UV y la Universidad Autónoma Chapingo.
Ha incursionado como locutor de programas de radio. En 2012 condujo Viajes alrededor de una mesa y hasta marzo de 2014 estuvo a cargo, los días martes por la madrugada, de Horas extra, transmitidos ambos por RadioMás.
Es Director de la colección de poesía Cuartel de Invierno, de la Editorial de la UV, dedicada al poeta Ramón Rodríguez.
Ha realizado colaboraciones, reseñas bibliográficas, traducciones, cuentos, entrevistas y ensayos en "El Istmo en la Cultura", La Palabra y el Hombre, "Graffiti", "El Semanario Cultural de Novedades", Punto y Aparte, Revista de la Facultad de Letras de la U.V., "La Cultura en México", Tierra Adentro, Los Universitarios, Textual, Literal y Performance. 
Ha traducido al español poemas de Giuseppe Ungaretti, Umberto Saba, Rosa Alice Branco, Vinicius de Moraes, Ferreira Gullar, Manuel Bandeira, Casiano Ricardo, Bartolo Catafi y Ledo Ivo, entre otros. Es traductor de la antología de Dino Buzzati (El escarabajo y otros cuentos), Camillo Boito (Senso y otras historias) Giuseppe Tomasi di Lampedusa (La sirena) y de la antología de poesía brasileña Arena de otros.

## Obra
Cuento
- La imaginación de la vejez (Editora de Gobierno del Estado, Col. Los voladores: 1992)
- Traigo un mensaje para usted (IVEC, Col. Callejón del diamante: 1998)
- Mentía usted mejor en París (Durandarte Editores: 2002)
- Mentía usted mejor en París (Universidad Veracruzana, Col. Ficción: 2011)
- El emisario de Herodes (2024 grupo deditorial Ibañez: 2023)

Cuento para niños
- Baku y el cocodrilo (Instituto Literario de Veracruz S.C.: 2009, Ilustraciones de Marianela Samano)

Novela
- La isla de madera (Universidad Veracruzana, Col. Ficción: 1996)
  - La isla de madera (Instituto Literario de Veracruz S. C./SEP/CONALITEC/Libros del Rincón, Col. Espejo de Urania: 2006)
    - La isla de madera (Instituto Literario de Veracruz S. C., Col. El rinoceronte de Beatriz: 2014)
- El hombre que amó a Matilde Urbach (2023 grupo deditorial Ibañez: 2023)
  - El hombre que amó a Matilde Urbach (2024 Universidad Veracruzana)

Ensayo
- Editorial de la Universidad Veracruzana. 40 años: crónica y testimonios (UV: 1997)
- Nostalgias de un fumador y otros ensayos (IVEC, Col. los voladores: 2013)

La muchacha del Verano (Villate libros:2022)

Biografía
- Un corazón liberal. Vida y tiempo de Ignacio de la Llave (Editorial Las Ánimas: 2012)

Entrevista
- Entre la piedra y el espejo: Diálogos con Per Anderson (Durandarte Editores, 2000)
- Sergio Pitol, Un largo viaje. Selección del autor. (Coordinación de Humanidades/UNAM: 1999, Prólogo de Anamari Gomís. Epílogo: entrevista de Rafael Antúnez.)

Antologías y Traducciones
- Dino Buzzati, El escarabajo (IVEC, Col. La rosa náutica: 2002)
- Arena de otros (acercamientos a la poesía brasileña) Antología (Durandarte Editores: 2005)
- Richard de Fournival, Bestiario de amor (Editorial de la UV, Col. Cuartel de Invierno: 2012)
- Los viejos detectives. Antología del cuento policiaco contemporáneo (IPAX: 2013, Selección y prólogo de Rafael Antúnez)
- Juan Vicente Melo, La realidad intolerable (IVEC, Col. Mínima: 2013, Selección y prólogo de Rafael Antúnez)
- Varios El arte de la tentanción, antología del ensayo inglés. (Editorial de la UV,2020)
- Mark TwainLa ciencia del onanismo,  (Editorial de la UV,2023)
- G. K. Chesterton Magia y La sorpresa ((2025 grupo deditorial Ibañez: 2025)
- Dino Buzzati Cazadores de viejos ((2025 grupo deditorial Ibañez: 2025)
- [[Christina ]Rossetti]] El mercado de los duendes (2025 grupo deditorial Ibañez: 2025)

Cuentos en antologías
- Mario Muñoz, El cuento Veracruzano (Editora de Gobierno, Col. Los voladores: 1986)
- Héctor Carreto, Cuentistas de Tierra Adentro (CONACULTA: 1990)
- Leonardo Dajandra, Dispersión multitudinaria. Narradores mexicanos contemporáneos (Planeta: 1997)
- Los mejores cuentos mexicanos del 2002 (Planeta, selección de José de la Colina: 2002)
- Víctor Hugo Vázquez Rentería, Inventar la memoria (Alfaguara: 2004)